# Козлов, Илья Ефимович
Илья́ Ефи́мович Козло́в (1 августа 1925, с. Полезное, Одесский округ, УССР, СССР — 8 марта 1995, Ильичёвск, Одесская область, Украина) — старший крановщик Ильичёвского морского торгового порта Министерства морского флота СССР (Одесская область), Герой Социалистического Труда (1971).

## Биография
Родился 1 августа 1925 года в селе Полезное Одесского округа УССР (ныне Великомихайловского района Одесской области Украины). По национальности украинец.
В 1941 году устроился путевым рабочим на строительство железной дороги Магнитогорск — Баймак. В 1943—1946 годах служил в армии, после демобилизации до 1958 года работал в Одесском морском торговом порту (МТП) на грузовых работах, одним из первых в порту удостоен звания «Ударник коммунистического труда».
С 1958 года работал в Ильичёвском МТП в городе Ильичёвск Одесской области, сначала в должности старшего крановщика, затем инструктора учебного комбината, бригадира и бригадира-наставника. В 1959 году вступил в КПСС.
Внёс 12 рационализаторских предложений, обучил специальности крановщика портального крана более 300 человек (создал в учебном комбинате кабинет практического обучения с действующей моделью крана). Руководимый им экипаж крана выполнил норму восьмой пятилетки за 4 года и 2 месяца.
Указом Президиума Верховного Совета СССР от 4 мая 1971 года «за выдающиеся успехи, достигнутые в выполнении заданий пятилетнего плана развития морского транспорта» удостоен звания Героя Социалистического Труда с вручением ордена Ленина и золотой медали «Серп и Молот».
В 1972 году окончил Ильичёвскую вечернюю школу рабочей молодежи. В 1973—1977 годах трудился старшим крановщиком плавкрана «Богатырь», крановщиком причального контейнерного перегружателя.
В 1977 году вышел на заслуженный отдых, но через год вернулся в порт и до 1990-х годов работал электромонтером 2-го грузового района.
Жил в Ильичёвске, где скончался 8 марта 1995 года, похоронен там же.
Делегат XXIII съезда КПСС (1966) и IX съезда профсоюзов, член бюро Киевского райкома Компартии Украины (город Одесса) и Ильичёвского горкома Компартии Украины.
Награждён орденами Ленина (04.05.1971), Трудового Красного Знамени (1963), медалями.